# レイモンド・A・パーマー
レイモンド・アーサー・パーマー（Raymond Arthur Palmer、1910年8月1日 - 1977年8月15日）は、アメリカ合衆国の作家・編集者である。1938年から1949年まで『アメージング・ストーリーズ』の編集長を務めたことで最もよく知られている。その後、1938年から1949年まで超常現象に関する雑誌『フェイト』を出版・編集し、最終的にはアマースト出版やパーマー出版などの自身の出版社を通じて多くの雑誌や書籍を出版した。『オアスペ』などのスピリチュアル関係の本の出版や復刻も行った。また、ケネス・アーノルドと共同で執筆したThe Coming of the Saucersなど空飛ぶ円盤に関連した本も数冊出版した。SFやファンタジーの物語も多数著作しているが。その多くは別名で発表された。

## 私生活
ブルース・ラニア・ライトによると、「パーマーは7歳の時にトラックに轢かれて背中を骨折した」という。背骨の手術に失敗したために成長が阻害され（身長は120センチメートル程度）、猫背になってしまった。
パーマーはサイエンス・フィクション(SF)に逃避し、貪欲にSFを読んでいた。1930年5月、ウォルター・デニスとともに、初のSFファンジンである『コメット』を編集した。

## キャリア
1930年代を通じて、様々なSF雑誌にパーマーの物語が掲載された。1938年にZiff Davis社で『アメージング・ストーリーズ』を買収すると、編集長のT・オコナー・スローンは辞任し、制作拠点がシカゴに移された。人気作家ラルフ・ミルン・ファーリーの推薦で、パーマーに編集長の座が与えられた。1939年、パーマーは『アメイジング・ストーリーズ』の姉妹誌『ファンタスティック・アドベンチャーズ』を創刊し、1953年まで続いた。
1949年にZiff Davis社が雑誌の制作拠点をシカゴからニューヨークに移転させると、中西部を離れたくなかったパーマーは辞職し、Ziff Davis社の編集者だったカーティス・フラーとともに、クラーク出版社を設立した。

### SF雑誌

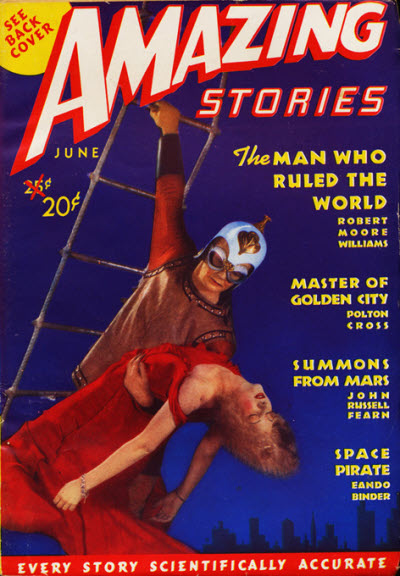
パーマーが編集長に就任してから最初の『アメージング・ストーリーズ』。ロゴのデザインを一新し、下部には"Every Story Scientifically Accurate"（全てのストーリーは科学的に正確）というありえない主張をした。

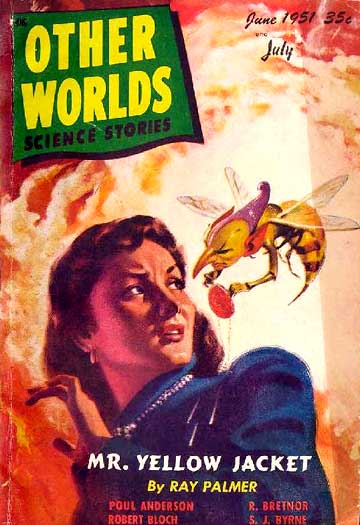
パーマーの短編小説『ミスター・イエロー・ジャケット』が1951年の『アザー・ワールズ』で表紙を飾った。

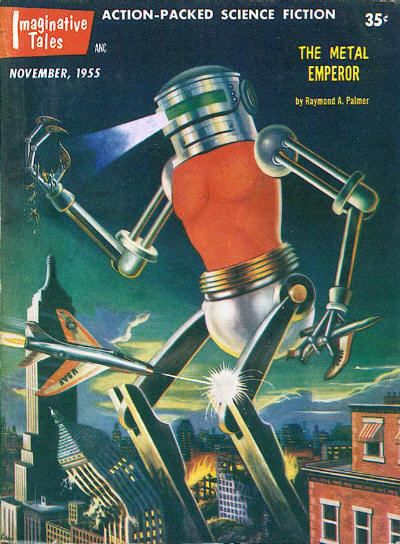
パーマーのSF雑誌に掲載された最後の作品『メタル・エンペラー』は、1955年の『イマジネーティブ・テイルズ』の表紙を飾った。

編集者として、パーマーは冒険的で動きの速いスペースオペラタイプの物語を好む傾向があった。彼が『アメージング』の編集長だった期間に、アイザック・アシモフの雑誌デビュー作である"Marooned Off Vesta"（真空漂流）が掲載された。
また、パーマーは、リチャード・S・シェイヴァーの物語シリーズである「シェイヴァー・ミステリー」を支持していたことでも知られている。シェイヴァーの物語で語られていたこと（世界は中空の地球に住む先住民によって支配されているなど）をパーマーが真実であると支持したことは、SF界で物議を醸した。パーマーがシェイヴァーの物語を本当に真実だと信じていたのか、それとも雑誌を売るために物語を利用していただけなのかは不明である。パーマーは、シェイヴァーの物語のジャンルでの執筆を他の作家に依頼し、ログ・フィリップスなどが応じた。
パーマーは、Ziff Davis社で働いている間にも自身のSF出版社を開始していた。Ziff Davis社を辞めて設立したクラーク出版社では、『イマジネーション』や『アザー・ワールズ』などを創刊した。以降の生涯で『アメージング』ほどの成功を収めた雑誌はなかったが、パーマーは亡くなるまで『スペース・ワールド』誌を発行していた。

### 超常現象雑誌
1948年、パーマーとフラーは『フェイト』を共同で創刊した。これは、占い、フォーティアン現象、死後の人格の生存の信念、予知夢、幽霊、テレパシー、考古学、空飛ぶ円盤の目撃談、未確認動物学、代替医療などの超常現象を扱う雑誌で、多くの読者を獲得した。
1955年に、パーマーが持ち分をフラーに売却し、カーティス・フラーと妻のメアリーが『フェイト』の全権を握った。以降、出版社を変えながら今日まで発行されている。

### 『フライング・ソーサーズ』誌
『フェイト』の創刊号で、パーマーはケネス・アーノルドの「空飛ぶ円盤」の報告を発表した。この発表により「空飛ぶ円盤」あるいは「UFO」という言葉が世間に定着し、また、『フェイト』誌の全米での認知を推進した。パーマーは『フェイト』を通じて、空飛ぶ円盤の概念を広めることに貢献した。これをきっかけに、彼は雑誌『フライング・ソーサーズ』を創刊した。

### スピリチュアル関係の出版
パーマーの心霊主義への関心は、彼の出版物の選択に反映されていた。彼は、「新しい聖書」と称された『オアスペ』に関心を持ち、オアスペ出版が発行したオリジナルの1882年版を15年間探し続けた。1891年に出版された改訂版はその後何年にもわたって再版されたが、オリジナルの1882年版は、1960年にパーマーがその複製を復刻するまでは入手できなかった。オアスペの読者の間では「パーマー版」や「緑のオアスペ」と呼ばれる。

## 著書

### 短編
- The Time Ray of Jandra, Wonder Stories (June 1930)
- The Man Who Invaded Time, Science Fiction Digest (October 1932)
- Escape from Antarctica, Science Fiction Digest (Juneau 1933)
- The Girl from Venus, Science Fiction Digest (September 1933)
- The Return to Venus, Fantasy Magazine (May 1934)
- The Vortex World, Fantasy Magazine (1934)
- The Time Tragedy, Wonder Stories (December 1934)
- Three from the Test-Tube, Wonder Stories (1935)
- The Symphony of Death, Amazing Stories (December 1935)
- Matter Is Conserved, Astounding Science-Fiction (April 1938)
- Catalyst Planet, Thrilling Wonder Stories (August 1938)
- The Blinding Ray, Amazing Stories (August 1938)
- Outlaw of Space, Amazing Stories (August 1938)
- Black World (Part 1 of 2), Amazing Stories (March 1940)
- Black World (Part 2 of 2), Amazing Stories (April 1940)
- The Vengeance of Martin Brand (Part 1 of 2), Amazing Stories (August 1942)
- The Vengeance of Martin Brand (Part 2 of 2), Amazing Stories (September 1942)
- King of the Dinosaurs, Fantastic Adventures (October 1945)
- Toka and the Man Bats, Fantastic Adventures (February 1946)
- Toka Fights the Big Cats, Fantastic Adventures (December 1947)
- In the Sphere of Time, Planet Stories (Summer 1948)
- The Justice of Martin Brand, Other Worlds Science Stories (July 1950)
- The Hell Ship, Worlds of If (March 1952)
- Mr. Yellow Jacket, Other Worlds (June 1951)
- I Flew in a Flying Saucer (Part 1 of 2), Other Worlds Science Stories (October 1951)
- I Flew in a Flying Saucer (Part 2 of 2), Other Worlds Science Stories (December 1951)
- The Metal Emperor, Imaginative Tales (November 1955)

### ノンフィクション
- The Coming of the Saucers (with Kenneth Arnold) (1952)
- The Secret World (with Richard Shaver) (1975)